# 1451
1451 (MCDLI) var ett normalår som började en fredag i den julianska kalendern.

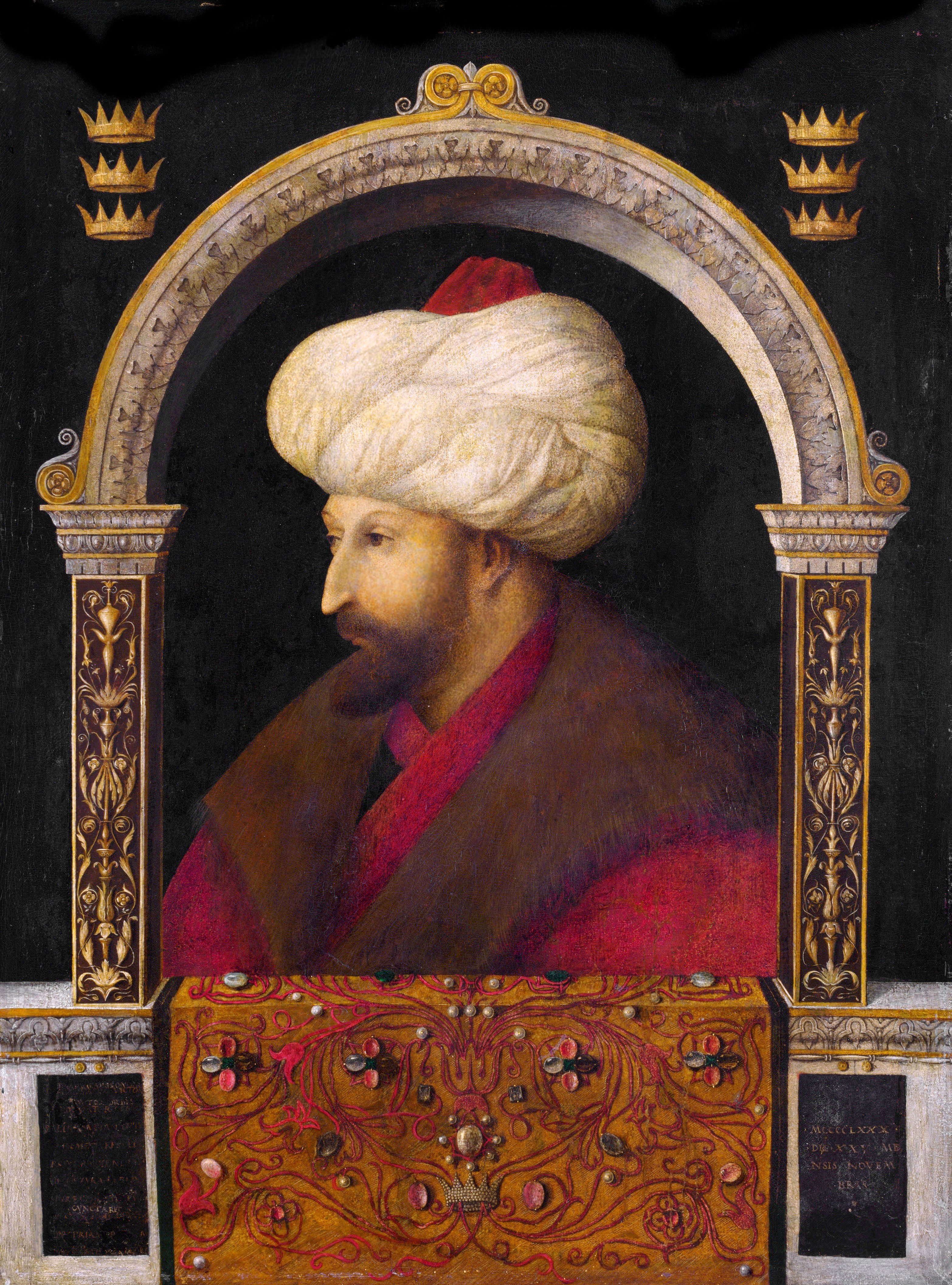
Mehmet II blir sultan av Osmanska riket detta år.

## Händelser

### Februari
- Februari – Karl Knutsson (Bonde) gynnar Gudhems kloster i en rättslig tvist om värmländska fiskerättigheter.

### Juni
- Midsommar – Förhandlingar hålls mellan Sverige och Danmark i Avaskär (Kristianopel), vilka strandar helt och krig utbryter.

### Hösten
- Hösten
  - Sverige förhärjas av en pestepidemi.
  - Den svenska östkusten drabbas av danska plundringar från Gotland.

### Okänt datum
- Danskarna härjar Värmland.
- En strid om drottning Doroteas arv utbryter. Då hon nu är gift med Kristian I försöker svenskarna hindra honom från att använda arvet (några svenska landskap).

## Födda
- 9 mars – Amerigo Vespucci, italiensk sjöfarande.[1]
- 22 april – Isabella I av Kastilien, regerande drottning 1474–1504.
- 10 juli – Jakob III, kung av Skottland 1460–1488.
- Christofer Columbus (född i republiken Genua).

## Avlidna
- 7 januari – Felix V, född Amadeus av Savojen, motpåve 1439–1449.
- 3 februari – Murad II, sultan över Osmanska riket
- 19 november – Caterina Appiani, regerande dam av Piombino.
- Margaret O'Carroll, irländsk hövding.

### Fotnoter
1. ↑  Det hände i dag